# Stadtkultur Netzwerk Bayerischer Städte
Der Stadtkultur Netzwerk Bayerischer Städte e. V. ist ein kommunales Kulturnetzwerk bayerischer Städte und Gemeinden, die gemeinsam Kunst und Kultur fördern. Der Verein wurde 1975 als Arbeitskreis für gemeinsame Kulturarbeit bayerischer Städte gegründet. Sitz der Geschäftsstelle ist in Ingolstadt, das Projektbüro befindet sich in München.

## Geschichte
Zum Gründungsimpuls von Stadtkultur Netzwerk Bayerischer Städte trugen Hermann Glaser in seiner Funktion als Nürnberger Kulturdezernent und Wolf Peter Schnetz in seiner Funktion als Erlanger Kulturdezernent bei. Am 29. September 1975 wurde das Netzwerk als Arbeitskreis für gemeinsame Kulturarbeit bayerischer Städte auf einer Sitzung des Bayerischen Städtetags in Nürnberg offiziell gegründet. Den Vorsitz von 1975 bis 1992 übernahm der Fürther Theaterintendant Kraft-Alexander zu Hohenlohe-Oehringen.
Karl Manfred Fischer, Leiter der Abteilung Bildende Kunst und Kulturelle Programme im Kulturreferat der Stadt Erlangen, war von 1975 bis 2001 Geschäftsführer. Der Schwerpunkt lag in den ersten Jahren auf der Vermittlung von kulturellen Angeboten, die von den Institutionen, Ensembles und Kunstschaffenden aus den Mitgliedsstädten angeboten wurden. 1985 bemühte sich der Arbeitskreis erstmalig um eine institutionelle Förderung durch den Freistaat Bayern.
Am 15. Oktober 1993 erfolgte die Änderung der Rechtsform des Arbeitskreises zum eingetragenen Verein. Den Vorsitz übernahm Wolf Rüdiger Eckhardt, Bürgermeister von Feuchtwangen. In den 1990er Jahren konzentrierte sich der Arbeitskreis auf Fortbildungen und Tagungen in den Bereichen Kulturmanagement und Kulturpolitik, auf eigen- und koproduzierte Wanderausstellungen sowie auf vernetzte Kulturprojekte im Großraum Nürnberg und Franken.
Der Sitz der Geschäftsstelle wechselte 2001 von Erlangen nach Ingolstadt. Den Vorsitz übernahm der Ingolstädter Kulturreferent Gabriel Engert, die Geschäftsführung ab 2003 Christine Fuchs als hauptamtliche Mitarbeiterin, die den Verein mit kooperativen Kulturprojekten zu einem bayernweiten Städtenetzwerk weiterentwickelte. Ab 2004 begann der Arbeitskreis mit der Veranstaltung gemeinsamer landesweiter Kulturprojekte, die durch Projektförderung aus dem Kulturfonds Bayern ermöglicht wurden. Zwischen 2001 und 2010 erhöhte sich die Zahl der Mitglieder von 19 auf 47.
Von 2009 bis 2021 war der Coburger Oberbürgermeister Norbert Tessmer Vorsitzender des Arbeitskreises, der einen Schwerpunkt in der Kulturellen Bildung setzte. In seiner Amtszeit wurde der Arbeitskreis 2007 Mitglied bei der Kulturpolitischen Gesellschaft und 2010 bei der Landesvereinigung Kulturelle Bildung Bayern Zu den neuen Aufgaben zählten die Rolle als Mitveranstalter des Kulturpolitischen Forums in der Evangelischen Akademie Tutzing sowie das neue Format des Runden Tischs der Kulturämter. 2011 erfolgte die Änderung des Namens zu STADTKULTUR Netzwerk Bayerischer Städte e. V. 2020 eröffnete das Projektbüro in München als Zweigstelle der Geschäftsstelle in Ingolstadt.
Von 2021 bis 2024 übernahm der Würzburger Kulturreferent Achim Könneke den Vorsitz. Der Verein verankerte in seiner Amtszeit das Bekenntnis zu den Zielen für nachhaltige Entwicklung der Vereinten Nationen in seiner Satzung. Außerdem einigte sich der Verein auf seine Schwerpunktthemen: Ökologische Nachhaltigkeit, Kulturelle Bildung, Stadtentwicklung, Soziale Nachhaltigkeit, Diversität und Identität, Digitalisierung und Digitalität, Demokratie als kulturelle Aufgabe.
Seit September 2024 ist der neue Vorsitzende Jürgen K. Enninger, Referent für Kultur, Welterbe und Sport der Stadt Augsburg.

## Struktur und Vorstand
Mitglied des Vereins kann jede bayerische Kommune werden. Juristische und natürliche Personen können Fördermitglieder werden. Über die Mitgliedschaften entscheidet der Vorstand. Im Jahr 2025 sind gut 50 bayerische Kommunen Mitglied bei Stadtkultur Netzwerk Bayerischer Städte.
Der Vorstand setzt sich zusammen aus Vorsitz, stellvertretendem Vorsitz, Geschäftsführung und bis zu drei weiteren Vorstandsmitgliedern. Außerdem gibt es einen Beirat mit bis zu zehn Personen. Vorstand und Beirat werden von der Mitgliederversammlung auf die Dauer von zwei Jahren gewählt. Der Vorstand bestellt die Geschäftsführung.

## Aktivitäten

### Wanderausstellungen und Austausch von kulturellen Veranstaltungen
In den ersten Jahrzehnten lag der Schwerpunkt des Arbeitskreises auf der Vermittlung und dem Austausch von kulturellen Veranstaltungen sowie von Künstlerinnen und Künstlern aus den Mitgliedskommunen. Der Arbeitskreis erstellte Angebotskataloge und koordinierte die Veranstaltungsübernahme. Außerdem initiierte und realisierte der Arbeitskreis Wanderausstellungen, die durch die Mitgliedskommunen tourten und von bundesweiten Institutionen übernommen wurden. Wichtige Projekte waren die Konzeption der Wanderausstellung Die Kunst der Comics, die 1984 zum 1. Internationalen Comic-Salon Erlangen gezeigt wurde, sowie das Internationale Figurentheater Festival, das von 1979 bis 2001 im Rahmen des Arbeitskreises stattfand. Weitere Schwerpunkte waren das Auktionsprogramm Kunst für jeden Geldbeutel, das von 1976 bis 1992 in mehreren Mitgliedsstädten veranstaltet wurde, die Präsentation herausragender Plakatkunst, wie die 1987 eigenproduzierte und bundesweit tourende Wanderausstellung Wir haben die Erde nur geborgt – Plakate gegen Umweltzerstörung, die Veranstaltungsreihe Printemps Français, die 1997 in 80 bayerischen Städten stattfand, und die 1998 initiierte Veranstaltungsreihe Literaturlandschaft Franken, die 2000 und 2002 wiederholt wurde. 2024 setzte das Netzwerk das Pilotprojekt Programmaustausch StadtkulTOUR auf, in dessen Rahmen interkommunale Kooperationsprojekte realisiert werden, indem Kulturprogramme zwischen den Kommunen ausgetauscht, weitergegeben und übernommen werden.

### Kunstfestivals und Kulturprojekte
Seit 2004 initiiert und organisiert der Verein bayernweite Kunstfestivals und Kulturprojekte. Unter dem Titel Literaturlandschaften Bayerns fanden 2004 und 2006 Literaturfestivals statt. Im Rahmen des Festivals baute Stadtkultur 2004 eine regionale Literatur-Datenbank auf, die Grundlage für das Literaturportal Bayern wurde. 2008 stand die Bildende Kunst unter dem Titel Kunsträume Bayern im Fokus. Mit dem Festival Literatur Update wurden 2010 neue literarische Formen vorgestellt. 2012 wurde bei Stadt.Geschichte.Zukunft der Stadtraum zum Schauplatz künstlerischer Projekte. Darauf folgten 2014 das Musikfestival Lokalklang und 2016 ein Festival zu textiler Kunst unter dem Titel Gewebe. Textile Projekte. Von 2018 bis 2020 stand bei den Festivals kunst&gesund und Der Tod ist groß sowie bei dem von der AOK Bayern – Die Gesundheitskasse geförderten Projekt gesundmitkunst die künstlerische Auseinandersetzung mit der Gesundheit im Mittelpunkt. Die Eichenpflanzungen zu Ehren von Joseph Beuys und das Städtefestival Kunst.Klima.Kunst zwischen 2020 und 2023 standen unter dem Motto Kultur und Klima – den kulturellen Wandel gestalten. Das Städtefestival Kunst.Klima.Kunst fand wie zuvor das Projekt gesundmitkunst Eingang in den deutschen Staatenbericht zur Umsetzung der UNESCO-Konvention über den Schutz und die Förderung der Vielfalt kultureller Ausdrucksformen. In den Jahren 2023 und 2024 beschäftigte sich der Verein in dem Projekt Info_Lab Kulturkommune mit der Sichtbarkeit von kommunaler Kulturarbeit.

### Kulturelle Bildung
Kulturelle Bildung ist seit 2004 Bestandteil der Kunstfestivals und Kulturprojekte von Stadtkultur Netzwerk Bayerischer Städte. Unter dem Titel Künste, die die Welt bedeuten fand von 2013 bis 2015 erstmalig ein Projekt ausschließlich zur Kulturellen Bildung mit Workshops für Kinder und Jugendliche statt. Fortsetzungsprojekte waren Ich und die Welt (2015 bis 2017), ich mach dich gesund in Kooperation mit dem Wertebündnis Bayern (2017 bis 2019) sowie Wurzelwärme, Blätterrauschen (2020 bis 2022). Im Sommer 2022 starteten erstmals zwei Projekte für Kinder, Jugendliche und Erwachsene: Tiere nebenan und Tier sieht Mensch (2022 bis 2024). Seit Herbst 2024 laufen zwei neue Kulturelle Bildungsprojekte: Natur im Spiegel der Künste und Gartenkünste. Die Geschäftsstelle von Stadtkultur konzipiert und koordiniert die Gesamtprojekte, die einzelnen Workshops führen professionelle Künstlerinnen und Künstler sowie Kulturpädagoginnen und -pädagogen in den Mitgliedskommunen von Stadtkultur durch. Die Workshops sollen die Selbstwirksamkeit der Teilnehmenden fördern, künstlerische Praxis vermitteln und eine Auseinandersetzung mit der Welt anregen.

### Tagungen und Fortbildungen
Seit den 1980er Jahren veranstaltet das Netzwerk regelmäßig Tagungen zu kulturpolitischen Themen und Fortbildungen für die Kulturarbeit. 1982 wurde mit der Kulturpolitischen Gesellschaft die Tagung Region und Regionalismus durchgeführt, in den 90er Jahren widmete sich der Arbeitskreis in Tagungen der Situation kommunaler Kulturpolitik und Kulturarbeit (1993), der Plafonierung und Kameralistik (1994), der Reform kommunaler Kulturverwaltungen (1996), dem Anstieg der Internetnutzung (1996) und den Kulturpraktikern auf dem Weg ins neue Jahrtausend (1998). Gemeinsam mit dem Bayerischen Städtetag fanden Tagungen zu neuen Wegen der Kulturfinanzierung in Städten und Gemeinden (1997), zum Kulturauftrag der öffentlichen Hand und Bürgerengagement (1999) sowie zu neuen Jugendkulturen (2000) statt. Von 1998 bis 2003 war der Arbeitskreis Mitveranstalter der Kulturmanagement-Tagung einfach machen?! Als Mitorganisator des Kulturpolitischen Forums in der Evangelischen Akademie Tutzing beschäftigte sich Stadtkultur seit 2010 mit folgenden Themen: Stadt, Land, Welt. Internationale Kulturarbeit von Kommunen in Zeiten von Globalisierung und Migration (2010), Die Vermessung des Urbanen 3.0. Zwischen realen und virtuellen öffentlichen Räumen (2011), Stadt. Kultur. Zukunft (2012), Kulturräume der Zukunft (2013), Kulturwerte. Zur kulturellen Seite der Kreativwirtschaft (2014), Kultur.Leben (2015), Politisches Design. Demokratie gestalten (2017), Für eine Stadtkultur der Resilienz! (2018), Kunst – Gesundheit – Spiritualität. Eine Spurensuche (2021), Gleichberechtigung als kulturelle Aufgabe (2022), Stadtnatur und Kulturlandschaften. Wovon wir leben (2022). In den Jahren 2022 und 2023 richtete Stadtkultur das Schulungsprogramm Kulturarbeit im Klimawandel aus.

### Austausch und Vernetzung
Um den Austausch und die Vernetzung zwischen den Mitgliedskommunen zu fördern, veranstaltet Stadtkultur Netzwerk Bayerischer Städte seit 2010 mehrmals jährlich Runde Tische der Kulturämter. Über Umfragen können die Mitglieder auf die Erfahrungen und das Wissen anderer Kommunen zugreifen. Zwischen 2004 und 2022 existierte eine Angebotsbörse mit Informationen und Empfehlungen für den kommunalen Kulturbereich.